# Đội tuyển Davis Cup Lesotho
Đội tuyển Davis Cup Lesotho đại diện Lesotho ở giải đấu quần vợt Davis Cup và được quản lý bởi Hiệp hội quần vợt Lesotho. Đội chưa thi đấu kể từ năm 2001.

## Lịch sử
Lesotho lần đầu tiên tham gia Davis Cup vào năm 2000. Thành tích tốt nhất của họ là thứ 4 ở Nhóm IV năm 2000 và 2001.